# Grande Saline (ort)
Grande Saline är en ort i Haiti.   Den ligger i departementet Artibonite, i den centrala delen av landet, 90 km nordväst om huvudstaden Port-au-Prince. Grande Saline ligger 3 meter över havet och antalet invånare är 1 787. Den ligger vid sjön Lagon Salomon.
Terrängen runt Grande Saline är platt. Havet är nära Grande Saline åt nordväst. Runt Grande Saline är det tätbefolkat, med 319 invånare per kvadratkilometer. Närmaste större samhälle är Desdunes, 13,7 km öster om Grande Saline. 